# Transmissions
Transmissions —en español: Transmisiones— es el álbum debut de la banda estadounidense de Rock Alternativo Starset, fue lanzado al mercado el 8 de julio de 2014 a través del sello discográfico Razor & Tie.

## Lista de canciones
| N.º | Título                 | Escritor(es)                                | Duración |  |
| 1.  | «First Light»          | Dustin Bates                                | 1:24     |  |
| 2.  | «Down With the Fallen» | Bates, Paul Trust                           | 4:17     |  |
| 3.  | «Halo»                 | Bates                                       | 3:45     |  |
| 4.  | «Carnivore»            | Bates                                       | 4:22     |  |
| 5.  | «Telescope»            | Bates                                       | 5:31     |  |
| 6.  | «It Has Begun»         | Bates                                       | 5:16     |  |
| 7.  | «My Demons»            | Bates, Stephen Aiello                       | 4:48     |  |
| 8.  | «Antigravity»          | Bates                                       | 6:09     |  |
| 9.  | «Dark On Me»           | Bates, Trust                                | 5:38     |  |
| 10. | «Let It Die»           | Bates                                       | 4:32     |  |
| 11. | «The Future Is Now»    | Bates                                       | 4:45     |  |
| 12. | «Point of No Return»   | Bates, Rob Hawkins, Rob Graves, Alan Powell | 3:39     |  |
| 13. | «Rise and Fall»        | Bates                                       | 5:54     |  |

| Bonus tracks de la edición deluxe |                                    |          |  |
| N.º                               | Título                             | Duración |  |
| 14.                               | «My Demons» (acoustic)             | 3:34     |  |
| 15.                               | «Halo» (acoustic)                  | 3:36     |  |
| 16.                               | «Point of No Return» (acoustic)    | 3:56     |  |
| 17.                               | «Let It Die» (acoustic)            | 3:15     |  |
| 18.                               | «My Demons» (Synchronice Remix)    | 3:53     |  |
| 19.                               | «Let It Die» (Maniac Agenda Remix) | 7:32     |  |
| 20.                               | «Telescope» (EmoTek Remix)         | 7:00     |  |

## Posicionamiento en lista
| Lista (2014)              | Posiciones |
| ------------------------- | ---------- |
| US Billboard 200          | 49         |
| US Top Rock Albums        | 16         |
| US Top Hard Rock Albums   | 5          |
| US Top Alternative Albums | 12         |
| US Top Digital Albums     | 24         |

## Personal
- Dustin Bates - voz principal, teclados, guitarras
- Brock Richards - guitarra, coros
- Ron DeChant - bajo, teclados, coros
- Adam Gilbert - batería